# Timo Salonen
Timo Salonen (Helsinki, 8 oktober 1951) is een Fins voormalig rallyrijder. Hij was voornamelijk in de jaren tachtig een van de reguliere rijders in het wereldkampioenschap rally, en werd in het seizoen 1985 wereldkampioen met het team van Peugeot. Kenmerkend aan Salonen als sportman was zijn fysieke uitstraling; hij had een forse bouw, en het feit dat hij een kettingroker was.
Tot aan het seizoen 2005 hield hij het record van meeste overwinningen (van vier in 1985) achtereenvolgend in één seizoen, totdat de Franse rallyrijder Sébastien Loeb het dat jaar verbrak, met zes opeenvolgende overwinningen.

## Carrière

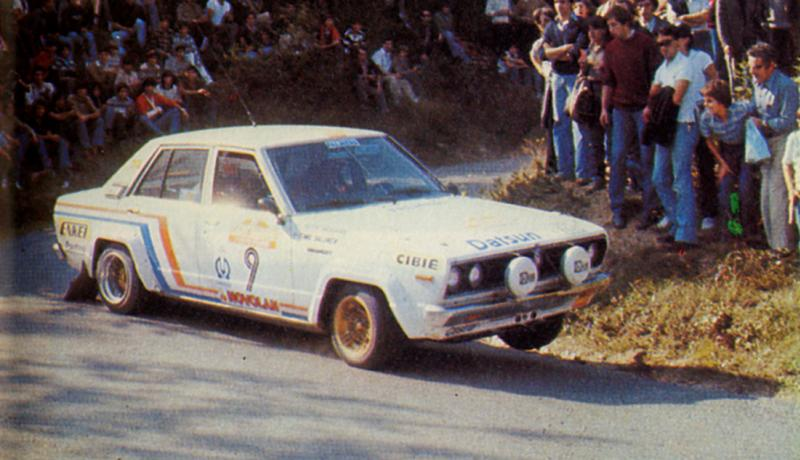
Salonen was vóór zijn grote successen met Peugeot jarenlang actief in het WK voor Datsun/Nissan

Timo Salonen debuteerde in 1970 in de rallysport. Zijn eerste optreden in het wereldkampioenschap rally kwam tijdens de Rally van Finland in het seizoen 1974. Als privé-rijder reed hij door de jaren heen naar goede resultaten in dit evenement, en kreeg daarom uiteindelijk een uitnodiging van het fabrieksteam van Fiat; een van de voornaamste merken in het kampioenschap op dat moment. Na een tweede plaats te hebben behaald tijdens zijn thuisrally in Finland, won hij met Fiat zijn eerste WK-rally in Canada, in het seizoen 1977. Later maakte Salonen de overstap naar de fabrieksinschrijving van Datsun, actief in verschillende Violet-modellen. Hij won twee WK-rally's voor het merk; Nieuw-Zeeland in 1980 en het seizoen daarop de Rally van Ivoorkust. Salonen bleef aan bij het team toen het overging onder de naam van Nissan. Alhoewel succes een schaarste was, bleek Salonen wel een van de best betaalde rijders te zijn in het kampioenschap.

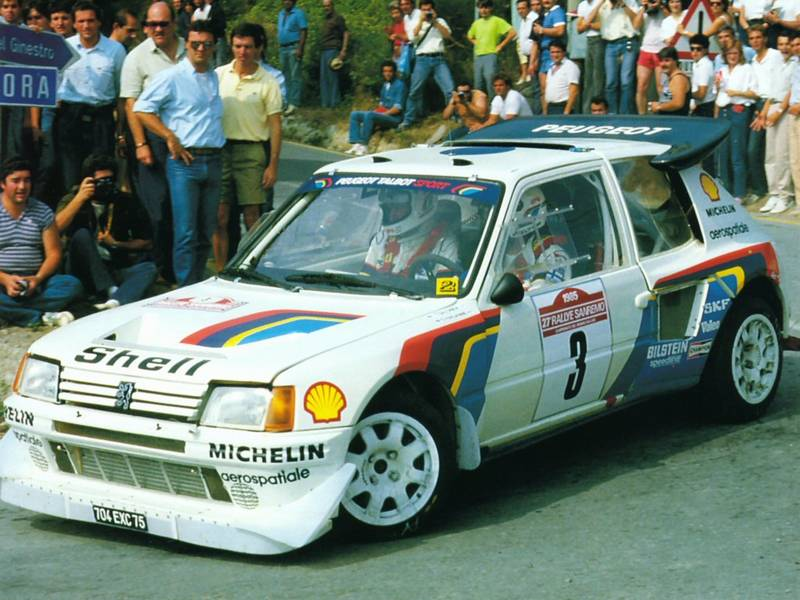
Salonen actief voor Peugeot in zijn kampioenschapsjaar in 1985

Zijn consistente resultaten bracht hem uiteindelijk een plaats bij een competitief team, toen hij in het seizoen 1985 onderdeel ging uitmaken bij het fabrieksteam van Peugeot, dat onder leiding van Jean Todt stond. Actief met de Groep B Peugeot 205 Turbo 16, die het seizoen daarvoor een overtuigende entree maakte in het kampioenschap, kreeg Salonen in eerste instantie de rol weggelegd als steunpilaar voor teamgenoot en kopman Ari Vatanen. Deze wist Salonen goed te vertolken, met een aantal podium resultaten in de eerste paar rondes van het kampioenschap. Maar daarna kwamen er zelfs overwinningen in Portugal, Griekenland en Nieuw-Zeeland. Vatanens materiaal werd na een dominante start namelijk steeds vaker getroffen door technische mankementen, en een bijna fataal ongeluk tijdens de WK-ronde in Argentinië liet hem voor de rest van het jaar uit de roulatie, waardoor Salonen zijn rol als kopman overnam. Overwinningen in Argentinië en Finland bracht hem zijn eerste en enige wereldtitel in toch vrij dominante stijl. Tevens greep Peugeot met deze resultaten ook naar hun eerste constructeurstitel. In het seizoen 1986 was Salonen nu de voornaamste rijder binnen het team, maar halverwege het seizoen was hij deze rol kwijtgeraakt aan zijn jongere teamgenoot Juha Kankkunen, die in tegenstelling tot de nul overwinningen van Salonen, al drie keer naar de winst had gegrepen. Salonen won uiteindelijk nog wel in Finland en Groot-Brittannië, waar hij zijn laatste optreden maakte voor Peugeot, maar speelde maar een nauwe rol in de strijd om het rijderskampioenschap dat jaar.
Vanaf het seizoen 1987 ging het WK verder onder Groep A reglementen, en na de terugtrekking van Peugeot, werd Salonen voor dat jaar aangetrokken door het fabrieksteam van Mazda, die met hun compacte, hoewel in tegenstelling tot de concurrentie minder krachtige, Mazda 323 4WD een greep wilden doen naar WK-succes. Dit kwam er ook vroegtijdig, toen Salonen de WK-ronde in Zweden op zijn naam wist te schrijven. De auto was echter ook zeer onbetrouwbaar, en door de overmacht van Lancia kwam Mazda niet in de buurt van beide titels. Dit liep uiteindelijk uit tot een doorgaande affaire en Salonen was ondanks een paar behaalde podium resultaten, met Mazda nooit daadwerkelijk in de positie om serieus voor een tweede rijderstitel te kunnen gaan. Hij verliet het team uiteindelijk om in het seizoen 1991 een overstap te maken naar het ambitieuze fabrieksteam van Mitsubishi, actief met de Mitsubishi Galant VR-4. Daarmee boekte hij nog een aantal respectievelijke resultaten, maar Salonen leek op dat moment de motivatie al enigszins te hebben verloren. Na slechts twee optredens in het seizoen 1992, besloot hij zijn carrière als actief rallyrijder te stoppen. Tien jaar later, in het seizoen 2002, keerde hij om zijn vijftigste verjaardag te vieren nog eens terug in een WK-rally, toen hij achter het stuur van een Peugeot 206 WRC deelnam aan de dat jaar verreden Rally van Finland, eindigend als 14e in het eindklassement.
Na het beëindigen van zijn rally-carrière, is Salonen nog wel actief geweest in autosportevenementen. Hij nam in de jaren negentig voor Citroën nog een aantal keer deel aan de Parijs-Dakar Rally en was een geregeld deelnemer aan de jaarlijkse Race of Champions. Daarnaast bezat hij ook zijn eigen autohandel, genaamd Autotalo Timo Salonen.

## Complete resultaten in het wereldkampioenschap rally
| Seizoen | Inschrijving                           | Auto                    | 1       | 2       | 3       | 4       | 5       | 6       | 7       | 8     | 9       | 10      | 11      | 12      | 13    | 14    | Pos. | Punten |
| ------- | -------------------------------------- | ----------------------- | ------- | ------- | ------- | ------- | ------- | ------- | ------- | ----- | ------- | ------- | ------- | ------- | ----- | ----- | ---- | ------ |
| 1974    | Ollin Auto                             | Mazda 1300              | POR     | KEN     | FIN 22  | ITA     | CAN     | VST     | GBR     | FRA   |         |         |         |         |       |       | N/A  | N/A    |
| 1975    | Aroyhtymä Oy Autokeskus                | Datsun 160J             | MON     | ZWE     | KEN     | GRI     | MAR     | POR     | FIN 6   | ITA   | FRA     | GBR     |         |         |       |       | N/A  | N/A    |
| 1976    | Aroyhtymä Oy Autokeskus                | Datsun 160J             | MON     | ZWE     | POR     | KEN     | GRI     | MAR     | FIN 6   | ITA   | FRA     | GBR     |         |         |       |       | N/A  | N/A    |
| 1977    | Autonovo Oy                            | Fiat 131 Abarth         | MON     | ZWE     | POR     | KEN     | NZL     | GRI     | FIN 2   |       |         |         |         |         |       |       | N/A  | N/A    |
| 1977    | Fiat S.p.A.                            | Fiat 131 Abarth         |         |         |         |         |         |         |         | CAN 1 | ITA     | FRA     | GBR DNF |         |       |       | N/A  | N/A    |
| 1978    | Fiat Alitalia                          | Fiat 131 Abarth         | MON     | ZWE DNF | POR     | KEN     | GRI     | FIN 2   | CAN DNF | ITA   | IVK     | FRA     | GBR     |         |       |       | N/A  | N/A    |
| 1979    | N.I. Theocharakis S.A.                 | Datsun 160J             | MON     | ZWE     | POR     | KEN     | GRI 2   |         |         |       |         |         |         |         |       |       | 4    | 50     |
| 1979    | Team Datsun Europe                     | Datsun 160J             |         |         |         |         |         | NZL DSQ | FIN 5   | CAN 2 | ITA DNF | FRA     | GBR 3   | IVK     |       |       | 4    | 50     |
| 1980    | Team Datsun Sweden                     | Datsun 160J             | MON     | ZWE 7   |         |         |         |         |         |       |         |         |         |         |       |       | 7    | 45     |
| 1980    | Team Datsun Europe                     | Datsun 160J             |         |         | POR DNF | KEN     |         |         |         | NZL 1 | ITA DNF | FRA DNF | GBR DNF | IVK     |       |       | 7    | 45     |
| 1980    | N.I. Theocharakis S.A.                 | Datsun 160J             |         |         |         |         | GRI 2   | ARG     |         |       |         |         |         |         |       |       | 7    | 45     |
| 1980    | Aroyhtymä Oy Autokeskus                | Datsun 160J             |         |         |         |         |         |         | FIN 6   |       |         |         |         |         |       |       | 7    | 45     |
| 1981    | Team Datsun Europe                     | Datsun Violet GT        | MON     | ZWE     | POR DNF |         | FRA DNF |         |         |       | FIN 4   | ITA 12  |         | GBR DNF |       |       | 6    | 40     |
| 1981    | N.I. Theocharakis                      | Datsun Violet GT        |         |         |         |         |         | GRI DNF |         |       |         |         |         |         |       |       | 6    | 40     |
| 1981    | Ma. Ma. Sa.                            | Datsun Violet GT        |         |         |         |         |         |         | ARG DNF | BRA   |         |         |         |         |       |       | 6    | 40     |
| 1981    | Comafrique                             | Datsun Violet GT        |         |         |         |         |         |         |         |       |         |         | IVK 1   |         |       |       | 6    | 40     |
| 1981    | D.T. Dobie Co Kenya Ltd. / Team Datsun | Nissan Silvia 200SX     |         |         |         | KEN 4   |         |         |         |       |         |         |         |         |       |       | 6    | 40     |
| 1982    | Team Nissan Europe                     | Nissan Violet GTS       | MON     | ZWE     | POR DNF |         |         |         |         |       |         |         |         | GBR DNF |       |       | 11   | 20     |
| 1982    | Nissan Motorsports Europe              | Nissan Violet GTS       |         |         |         | KEN DNF | FRA     |         |         |       |         |         |         |         |       |       | 11   | 20     |
| 1982    | N.I. Theocharakis S.A.                 | Nissan Violet GTS       |         |         |         |         |         | GRI DNF |         |       |         |         |         |         |       |       | 11   | 20     |
| 1982    | Nissan Motor Co Ltd.                   | Nissan Violet GTS       |         |         |         |         |         |         | NZL 4   | BRA   |         |         |         |         |       |       | 11   | 20     |
| 1982    | Team Nissan Europe                     | Nissan Silvia Turbo     |         |         |         |         |         |         |         |       | FIN 4   | ITA     | IVK     |         |       |       | 11   | 20     |
| 1983    | Team Nissan Europe                     | Nissan 240RS            | MON 14  | ZWE     | POR DNF |         |         |         |         |       |         |         |         | GBR DNF |       |       | 13   | 18     |
| 1983    | D.T. Dobie Co Kenya Ltd.               | Nissan 240RS            |         |         |         | KEN DNF | FRA     |         |         |       |         |         |         |         |       |       | 13   | 18     |
| 1983    | N.I. Theocharakis S.A.                 | Nissan 240RS            |         |         |         |         |         | GRI DNF |         |       |         |         |         |         |       |       | 13   | 18     |
| 1983    | Dealer Team Nissan                     | Nissan 240RS            |         |         |         |         |         |         | NZL 2   | ARG   |         |         |         |         |       |       | 13   | 18     |
| 1983    | Autokeskus                             | Nissan 240RS            |         |         |         |         |         |         |         |       | FIN 8   | ITA     | IVK     |         |       |       | 13   | 18     |
| 1984    | Team Nissan Europe                     | Nissan 240RS            | MON 10  | ZWE     | POR     |         |         |         |         |       |         |         |         | GBR 6   |       |       | 10   | 27     |
| 1984    | D.T. Dobie Co Kenya Ltd.               | Nissan 240RS            |         |         |         | KEN 7   | FRA     |         |         |       |         |         |         |         |       |       | 10   | 27     |
| 1984    | N.I. Theocharakis S.A.                 | Nissan 240RS            |         |         |         |         |         | GRI 6   |         |       |         |         |         |         |       |       | 10   | 27     |
| 1984    | Dealer Team Nissan                     | Nissan 240RS            |         |         |         |         |         |         | NZL 4   | ARG   | FIN     | ITA     | IVK     |         |       |       | 10   | 27     |
| 1985    | Peugeot Talbot Sport                   | Peugeot 205 Turbo 16    | MON 3   | ZWE 3   | POR 1   | KEN 7   | FRA DNF | GRI 1   | NZL 1   | ARG 1 |         |         |         |         |       |       | 1    | 127    |
| 1985    | Peugeot Talbot Sport                   | Peugeot 205 Turbo 16 E2 |         |         |         |         |         |         |         |       | FIN 1   | ITA 2   | IVK     | GBR DNF |       |       | 1    | 127    |
| 1986    | Peugeot Talbot Sport                   | Peugeot 205 Turbo 16 E2 | MON 2   | ZWE DNF | POR WD  | KEN     | FRA DNF | GRI DNF | NZL 5   | ARG   | FIN 1   | IVK     | ITA DNF | GBR 1   | VST   |       | 3    | 63     |
| 1987    | Mazda Rally Team Europe                | Mazda 323 4WD           | MON DNF | ZWE 1   | POR DNF | KEN     | FRA     | GRI     | VST     | NZL   | ARG     | FIN DNF | IVK     | ITA     | GBR   |       | 14   | 20     |
| 1988    | Mazda Rally Team Europe                | Mazda 323 4WD           | MON 5   | ZWE DNF | POR     | KEN     | FRA     | GRI DNF | VST     | NZL   | ARG     | FIN 4   | IVK     | ITA     | GBR 2 |       | 5    | 33     |
| 1989    | Mazda Rally Team Europe                | Mazda 323 4WD           | ZWE 22  | MON DNF | POR     | KEN     | FRA     | GRI     | NZL     | ARG   | FIN 2   | AUS     | ITA     | IVK     | GBR 6 |       | 12   | 21     |
| 1990    | Mazda Rally Team Europe                | Mazda 323 4WD           | MON 8   | POR DNF | KEN     | FRA     | GRI     | NZL     | ARG     |       |         |         |         |         |       |       | 25   | 9      |
| 1990    | Mazda Rally Team Europe                | Mazda 323 GTX           |         |         |         |         |         |         |         | FIN 6 | AUS     | ITA     | IVK     | GBR DNF |       |       | 25   | 9      |
| 1991    | Mitsubishi Ralliart Europe             | Mitsubishi Galant VR-4  | MON 8   | ZWE DNF | POR     | KEN     | FRA     | GRI DNF | NZL     | ARG   | FIN DSQ | AUS 5   | ITA     | IVK     | SPA   | GBR 4 | 13   | 21     |
| 1992    | Mitsubishi Ralliart Europe             | Mitsubishi Galant VR-4  | MON 6   | ZWE     | POR 5   | KEN     | FRA     | GRI     | NZL     | ARG   | FIN     | AUS     | ITA     | SPA     | IVK   | GBR   | 20   | 14     |
| 2002    | Timo Salonen                           | Peugeot 206 WRC         | MON     | ZWE     | FRA     | SPA     | CYP     | ARG     | GRI     | KEN   | FIN 14  | DUI     | NZL     | ITA     | AUS   | GBR   | –    | 0      |

Noot:
- Het concept van het wereldkampioenschap rally tussen 1973 en 1976 hield in dat er enkel een kampioenschap open stond voor constructeurs.
- In 1977 en 1978 werd de FIA Cup for Drivers georganiseerd. Hierin meegerekend alle WK-evenementen, plus tien evenementen buiten het WK om.

#### Overwinningen
| #  | Seizoen | Rally                                 | Navigator       | Auto                    |
| -- | ------- | ------------------------------------- | --------------- | ----------------------- |
| 1  | 1977    | 5ème Critérium Molson du Québec       | Jaakko Markkula | Fiat 131 Abarth         |
| 2  | 1980    | 11th Motogard Rally of New Zealand    | Seppo Harjanne  | Datsun 160J             |
| 3  | 1981    | 13ème Rallye Côte d'Ivoire            | Seppo Harjanne  | Datsun Violet GT        |
| 4  | 1985    | 19º Rallye de Portugal Vinho do Porto | Seppo Harjanne  | Peugeot 205 Turbo 16    |
| 5  | 1985    | 32nd Acropolis Rally                  | Seppo Harjanne  | Peugeot 205 Turbo 16    |
| 6  | 1985    | 16th AWA-Clarion Rally of New Zealand | Seppo Harjanne  | Peugeot 205 Turbo 16    |
| 7  | 1985    | 5º Marlboro Rally Argentina           | Seppo Harjanne  | Peugeot 205 Turbo 16    |
| 8  | 1985    | 35th 1000 Lakes Rally                 | Seppo Harjanne  | Peugeot 205 Turbo 16 E2 |
| 9  | 1986    | 36th 1000 Lakes Rally                 | Seppo Harjanne  | Peugeot 205 Turbo 16 E2 |
| 10 | 1986    | 42nd Lombard RAC Rally                | Seppo Harjanne  | Peugeot 205 Turbo 16 E2 |
| 11 | 1987    | 37th International Swedish Rally      | Seppo Harjanne  | Mazda 323 4WD           |